# 沢田敦
沢田 敦（さわだ あつしSawada Atsushi、1958年8月2日 -） は、日本のアルペンスキーヤー である。 彼は、1980年冬季オリンピックに出場した。  

## 参照資料
1. ↑  “Atsushi Sawada Olympic Results”.  Sports Reference LLC. 2020年4月17日時点のオリジナルよりアーカイブ。2018年3月20日閲覧。